# Корам (Нью-Йорк)
Корам (англ. Coram) — переписна місцевість (CDP) в США, в окрузі Саффолк штату Нью-Йорк. Населення — 40 220 осіб (2020).

## Географія
Корам розташований за координатами 40°52′52″ пн. ш. 73°0′21″ зх. д. / 40.88111° пн. ш. 73.00583° зх. д. (40.881238, -73.005883).  За даними Бюро перепису населення США в 2010 році переписна місцевість мала площу 35,81 км², уся площа — суходіл.

## Демографія
Згідно з переписом 2010 року, у переписній місцевості мешкало 39 113 осіб у 14 632 домогосподарствах у складі 9965 родин. Густота населення становила 1092 особи/км².  Було 15437 помешкань (431/км²).
Расовий склад населення:
| - 77,4 % — білих - 10,6 % — чорних або афроамериканців - 5,0 % — азіатів - 0,2 % — корінних американців - 3,8 % — осіб інших рас |

До двох чи більше рас належало 3,1 %. Частка іспаномовних становила 13,6 % від усіх жителів.
За віковим діапазоном населення розподілялося таким чином: 22,4 % — особи молодші 18 років, 65,4 % — особи у віці 18—64 років, 12,2 % — особи у віці 65 років та старші. Медіана віку мешканця становила 38,7 року. На 100 осіб жіночої статі у переписній місцевості припадало 93,2 чоловіків;  на 100 жінок у віці від 18 років та старших — 89,7 чоловіків також старших 18 років.
Середній дохід на одне домашнє господарство  становив 94 135 доларів США (медіана — 80 899), а середній дохід на одну сім'ю — 109 587 доларів (медіана — 92 878). Медіана доходів становила 65 618 доларів для чоловіків та 52 111 долар для жінок. За межею бідності перебувало 6,1 % осіб, у тому числі 5,2 % дітей у віці до 18 років та 9,0 % осіб у віці 65 років та старших.
Цивільне працевлаштоване населення становило 20 983 особи. Основні галузі зайнятості: освіта, охорона здоров'я та соціальна допомога — 30,5 %, науковці, спеціалісти, менеджери — 11,6 %, роздрібна торгівля — 11,0 %.